# Luc Decker
Luc Decker (ur. 3 marca 1977 w Luksemburgu) – luksemburski pływak, uczestnik Letnich Igrzysk 2000 w Sydney.
Startował w konkurencji 100 metrów stylem motylkowym podczas igrzysk olimpijskich w 2000 roku. W swoim wyścigu eliminacyjnym zajął 4. miejsce z czasem 56,10, który nie dał mu awansu. Ogółem zajął 47. miejsce.
Był rekordzistą Luksemburga na dystansach 50, 100 i 200 metrów stylem motylkowym.